# Slag bij Peebles's Farm
De Slag bij Peebles's Farm vond plaats tussen 30 september en 2 oktober 1864 in Dinwiddie County, Virginia tijdens de Amerikaanse Burgeroorlog. Deze slag is ook gekend als de slag bij Poplar Springs Church.

## Achtergrond
In september 1864 plande de Noordelijke luitenant-generaal Ulysses S. Grant twee gelijktijdige aanvallen op de Zuidelijke stellingen. De ene aanval werd uitgevoerd door het Army of the James onder leiding van generaal-majoor Benjamin Butler tegen de Zuidelijke stellingen bij Chaffin's Farm. De andere aanval zou uitgevoerd worden door het V Corps van generaal-majoor Gouverneur K. Warren en de cavaleriedivisie van brigadegeneraal David McM. Gregg versterkt met eenheden van het II Corps en IX Corps.

## De slag
Grant had twee bedoelingen met Warrens korps. Enerzijds de andere flank aanvallen van Lees linies om de aanval op Fort Harrison te ondersteunen. Dit fort werd ingenomen door Butlers soldaten en met succes verdedigd tegen Zuidelijke tegenaanvallen. Hiermee kwam de tweede fase en bedoeling van Grant in het vizier. Lee had, zoals Grant gehoopt had, versterkingen gestuurd naar het front bij Fort Harrison zodat de stellingen voor Warrens korps verzwakt werden. Warrens aanval zou gericht zijn tegen de verdedigingswerken die de Boydton Plank Road verdedigden. Deze weg werd gebruikt aan toevoerlijn voor het Zuidelijke leger. Deze Zuidelijke linie was uitgebreid om de Noordelijke flank bij Globe Tavern onder controle te houden. Terwijl deze nieuwe stellingen aangelegd werden, werd een tijdelijke verdedigingslinie bezet langs de Squirrel Level Road. Op 30 september, dezelfde dag toen Lee een tegenaanval inzette om Fort Harrison te heroveren, rukten Warren en Gregg op langs de Poplar Springs Road naar de linie bij Squirrel Level Road.
Lee had hier inderdaad troepen weggehaald om de aanval op Fort Harrison in te zetten. Deze troepen bestonden uit de lichte divisie van generaal-majoor Cadmus M. Wilcox. Warren had dus een verzwakt Zuidelijke korps tegenover zich die aangevoerd werd door luitenant-generaal A. P. Hill. Rond 13.00u opende brigadegeneraal Charles Griffin de aanval op de Zuidelijken bij Poplar Springs Church. Griffins soldaten veroverden zeer snel Fort Archer op het uiterste punt van de Zuidelijke linies. De Squirrel linie werd zeer snel verlaten door de Zuidelijken.
Warren laste een pauze in de aanval om de nieuwe stellingen te beveiligen en te versterken. Hij vermeed ook om niet te ver voor het naburige IX Corps op te rukken zodat hun respectievelijke flanken gedekt bleven. De Noordelijke aanval dwong Lee om de Lichte divisie terug te roepen die op weg was naar Fort Harrison. Het IX Corps aangevoerd door generaal-majoor John G. Parke rukte op langs de linkerflank van Warren maar slaagde er niet in om een front te vormen met het V Corps. Generaal-majoor Henry Heth voerde hierop een tegenaanval uit die rond 16.30u het IX Corps verjoeg en zelf een brigade tot overgave dwong. Warren kon het IX Corps hergroeperen en de aanval van Heth stoppen. De volgende dag probeerde Heth de vijandelijke flank te keren. Deze aanval mislukte. Ook de cavalerie-aanval van generaal-majoor Wade Hampton liep op niets uit. Op 2 oktober werden de Noordelijken versterkt door brigadegeneraal Gershom Motts divisie van het II Corps. Mott voerde die dag een aanval uit gericht tegen de Boydton Plank Road. Ze veroverden Fort McRae maar geraakten niet tot aan de Boydton Plank Road.

## Gevolgen
De Zuidelijken verloren verschillende belangrijke steunpunten langs hun linies. De Noordelijken slaagden erin om hun eigen linies uit te breiden langs gebied van de Peebles’s Farm. Hierdoor waren ze opnieuw dichter bij de Boydton Plank Road geraakt. Eind oktober zouden de Noordelijken een nieuwe poging ondernemen om de Boydton Plank Road in te nemen.